# Monserrate

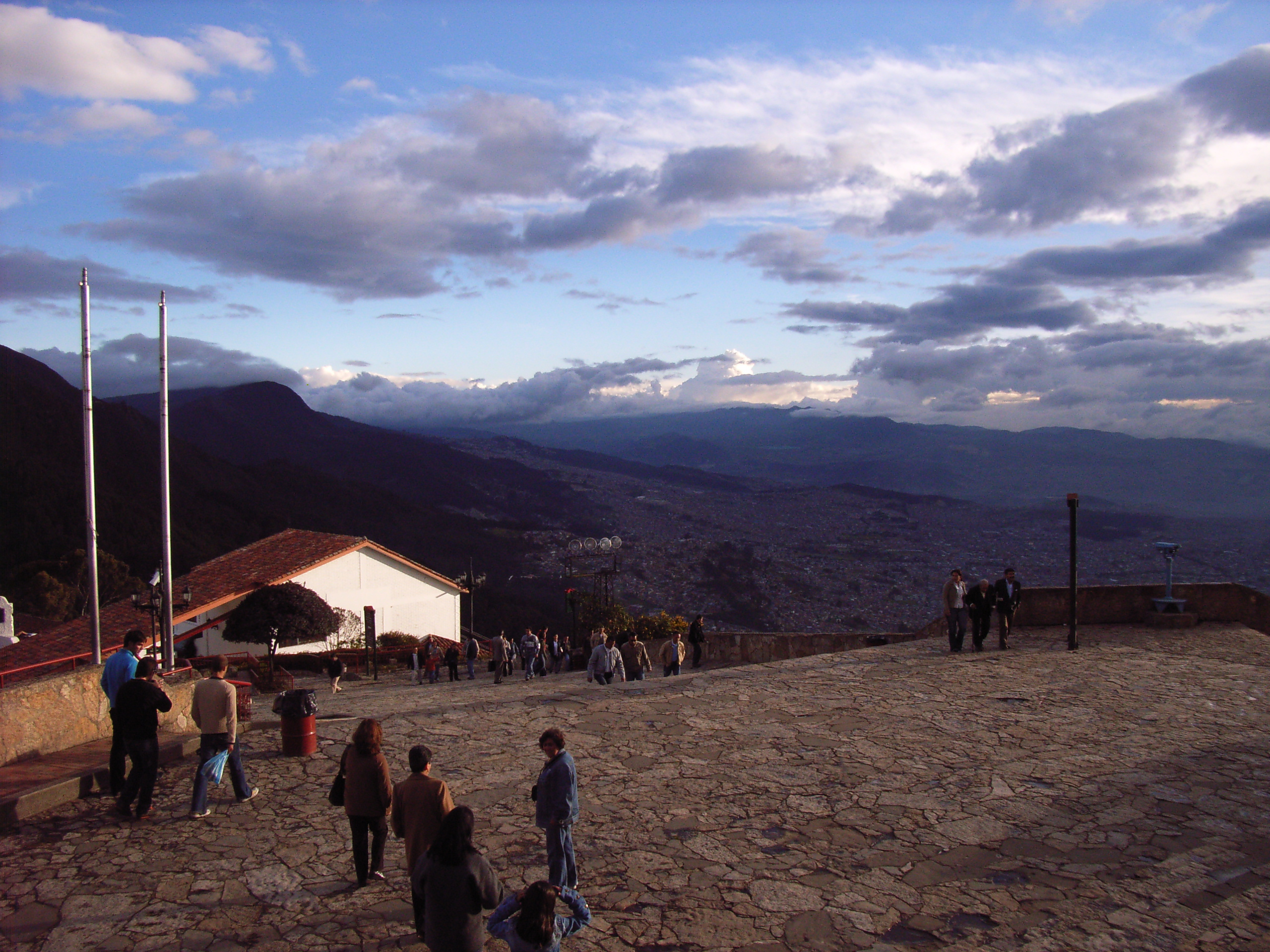
Cim del turó de Monserrate.

El turó de Monserrate juntament amb el Turó de Guadalupe constitueixen els anomenats turons tutelars de Bogotà. Monserrate té una altitud de 3152 msnm i s'ubica sobre la Serralada Oriental. Els turons de Bogotà, d'origen metamòrfic, tenen més de 10.000 anys d'antiguitat, pel que fa a l'aspecte geològic.
El turó de Monserrate ha estat lloc de peregrinació religiosa des de l'època colonial i és un atractiu natural, religiós, gastronòmic i mirador de la ciutat. L'accés pot realitzar-se a peu per un sender per a vianants, telefèric o funicular.

## Història
Al cim d'aquest turó hi ha el santuari de la Basílica del Senyor de Monserrate, l'actual construcció del qual, d'estil neocolonial, va ser acabada el 1925 i exhibeix la talla del Señor Caído de Monserrate, elaborada per Pedro de Lugo i Albarracín el segle xvi. La primera ermita fou construïda sota el mandat del president colonial Pedro Solís de Valenzuela per retre homenatge a la Mare de Déu de Montserrat, imatge portada per ell mateix des del Regne d'Espanya.

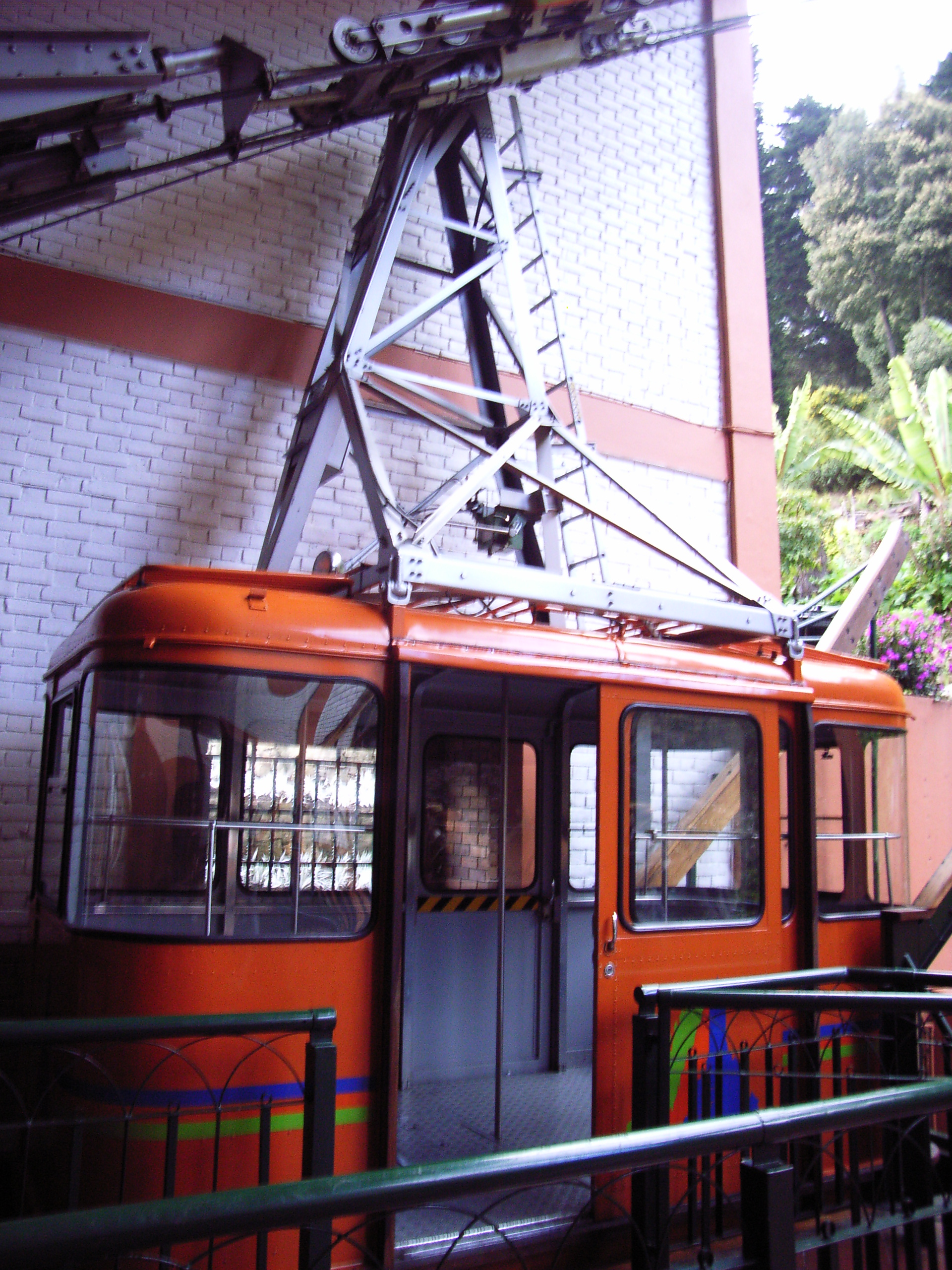
Vagó de Telefèric.

## Aspectes naturals
El 1992 va ser creat el Parc Corredor Ecològic, que adopta el Pla d'Ordenació Física del Sistema Orogràfic a fi i efecte de conformar una àrea de preservació ambiental a la vora de la ciutat, sobre l'espai rural dels turons orientals i sud-orientals. Els seus terrenys van ser cedits al Parc Nacional Enrique Olaya Herrera.
Si bé el turó de Monserrate ha perdut la major part de fauna i flora nativa a causa de la desforestació, incendis forestals i introducció d'espècies exòtiques, és possible encara trobar ecosistemes de Bosc Andí, mamífers petits i prop de 58 espècies d'aus. Així mateix, sobresurt com un escenari ideal per a la pràctica de l'esport, a causa de l'entorn natural i la qualitat de l'aire.

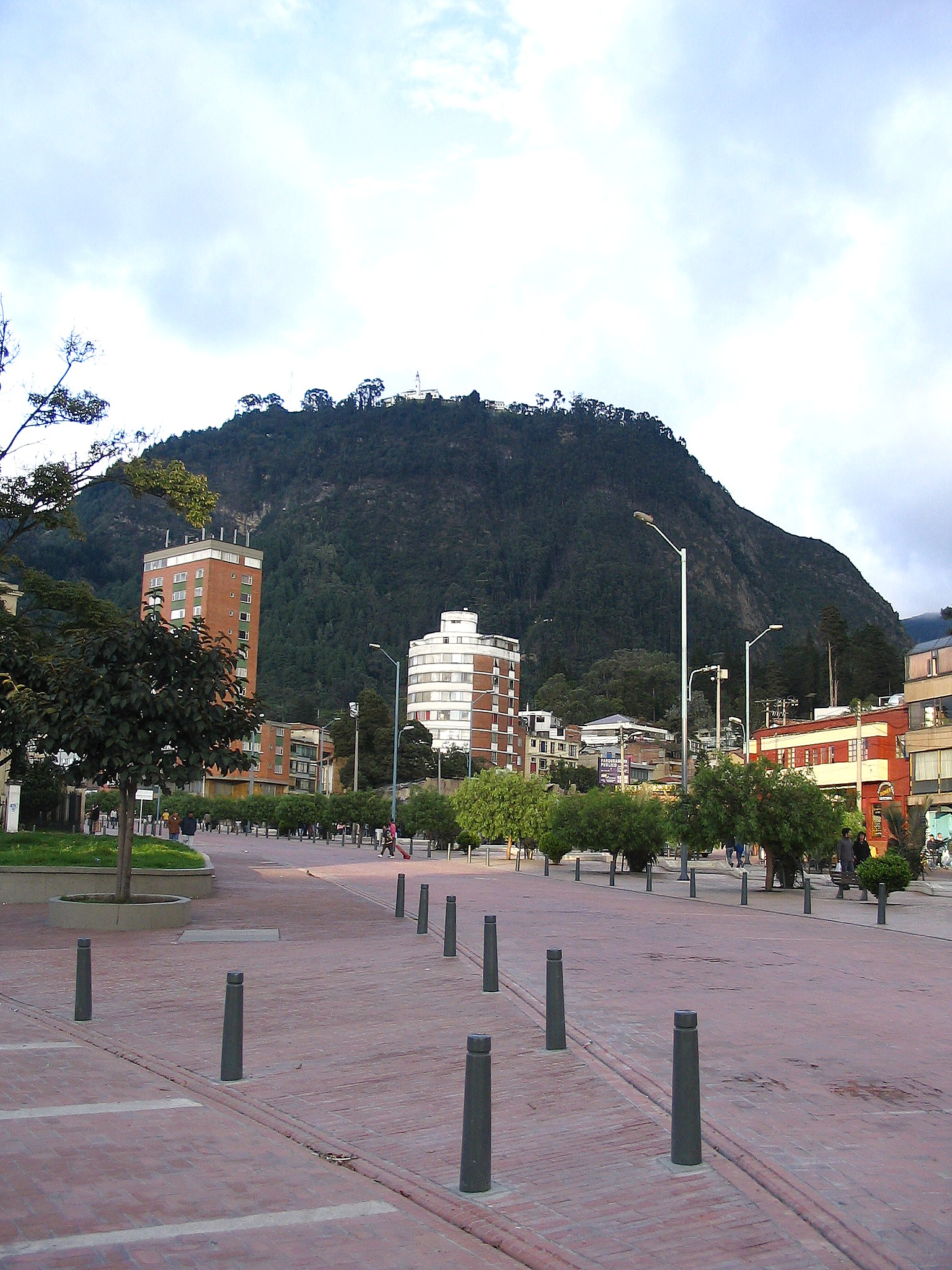
Turó de Monserrate des de l'eix ambiental.